# Ричо I (Кјети)
Ричо I (итал. Riccio I) је насеље у Италији у округу Кјети, региону Абруцо.
Према процени из 2011. у насељу је живело 45 становника. Насеље се налази на надморској висини од 70 м.